# مذبحة تلاتيلولكو

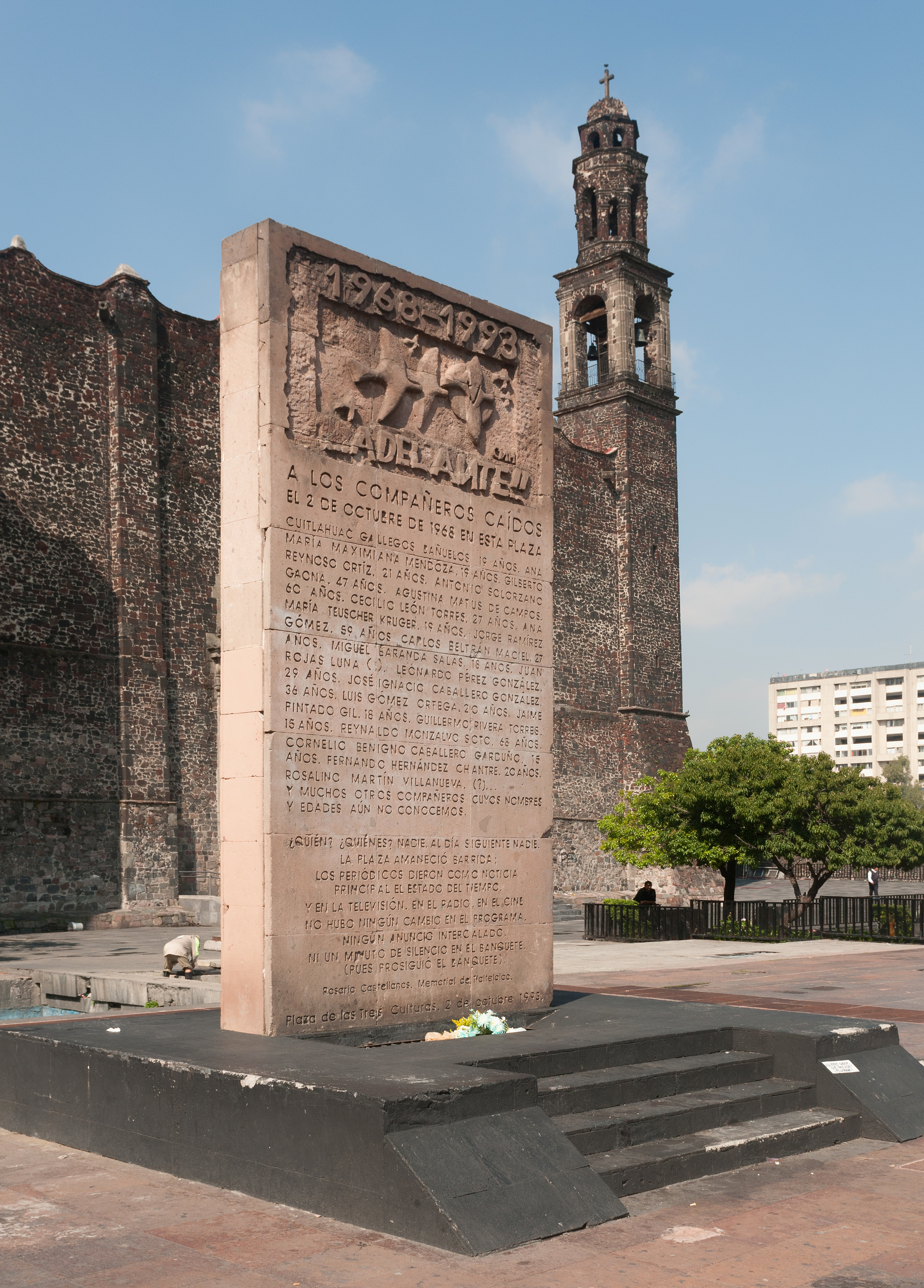
نصب تذكاري لمذبحة 2 أكتوبر 1968 في موقع ميدان الثقافات الثلاث في مدينة مكسيكو، هناك نصب أخر مخصص لذكرى 40.000 شخص من ضحايا حصار تينوكتيتلان Tenochtitlan في 13 أغسطس 1521.

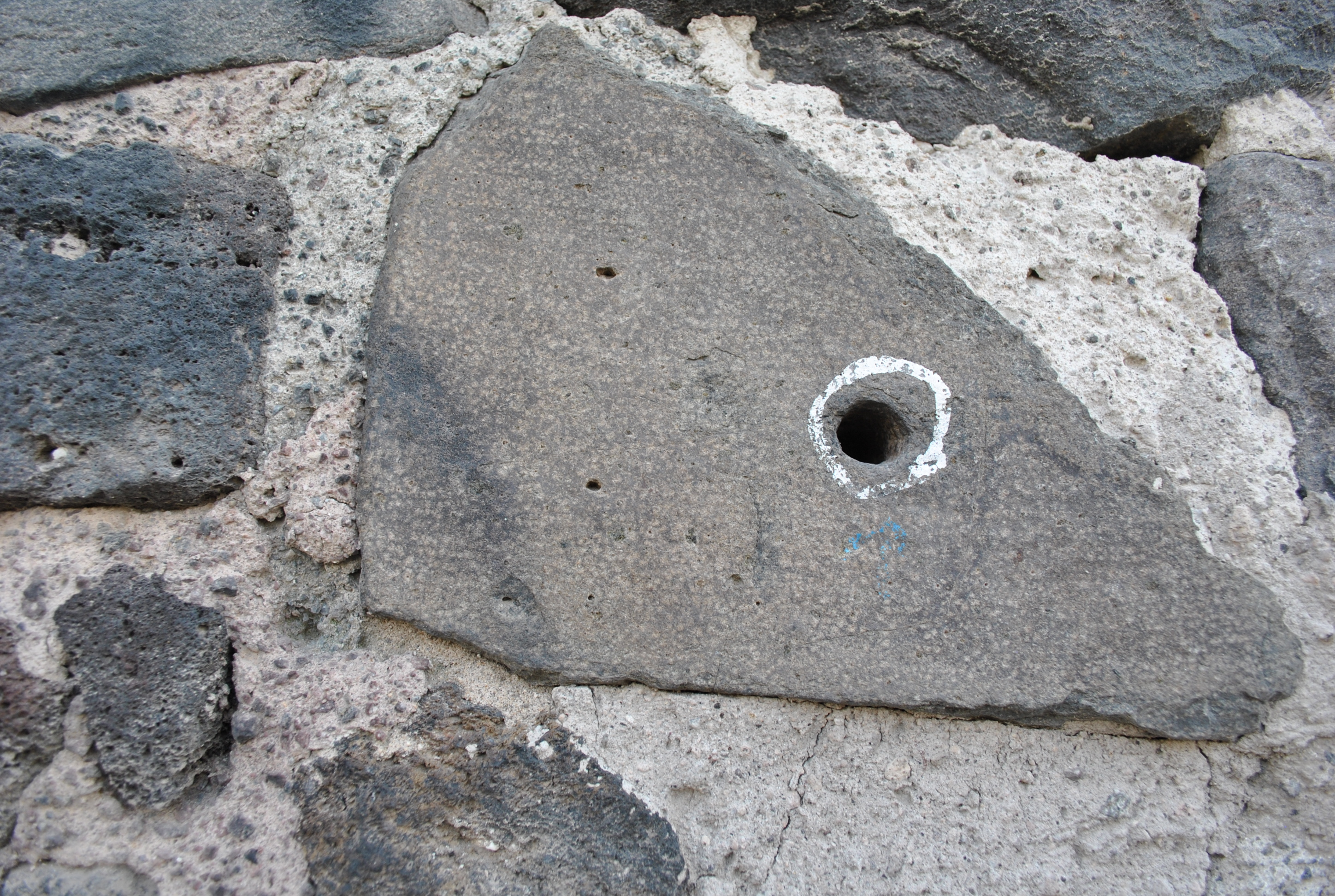
اصطدام رصاصة بجدار معبد سانتياغو تلاتيلولكو.

وقعت مذبحة تلاتيلولكو (Le massacre de Tlatelolco) ليلة 2 أكتوبر 1968 إلى بعد ظهر نفس اليوم في ميدان الثقافات الثلاث (Trois Cultures) في منطقة تلاتيلولكو في مدينة مكسيكو، قبل عشرة أيام من الاحتفال بدورة الألعاب الأولمبية الصيفية في المكسيك.

## مذبحة عام 1968
لا يزال عدد ضحايا مجزرة عام 1968 محل جدل: حيث يقدر أنصار الحركة الطلابية عدد القتلى بين 200 و 300 شخص من بين المتظاهرين  ، وتشير مصادر حكومية إلى أن العدد هو «4 قتلى و20 جريح». ومن جانب ممثلي قوات الشرطة قيل أن هناك 50 قتيلاً وعشرات الجرحى. كما أن عدد المعتقلين و«المفقودين» غير معروف بشكل واضح، لكن يُعتقد أن عددهم بالمئات.
كانت سنة 1968م مليئة بالاضطرابات العالمية، لكن نتائجها اتخذت منعطفًا عنيفًا في المكسيك. ففي يوم 2 أكتوبر 1968 وفي وقت مبكر من المساء أطلق الجيش المكسيكي النار على الطلاب المجتمعين في ساحة تلاتيلولكو للثقافات الثلاث في مدينة مكسيكو. ولا يزال العدد الصحيح للضحايا غير معروف بدقة، لكن هذا الحدث وضع نهاية مفاجئة لأكثر من ثلاثة أشهر من الاحتجاج الطلابي ضد حكومة الحزب الثوري الدستوري.
قررت حكومة الرئيس جوستافو دياز أورداز، قبل افتتاح الألعاب الأولمبية بأيام قليلة وبعد سلسلة من الاحتجاجات الطلابية الكبرى، تأمين وضمان حماية دورة الألعاب الأولمبية. فكانت أكثر حصيلة معروفة لعدد القتلى وجميعهم من بين المتظاهرين هي أكثر من 300 قتيل. (ولم يتسن تصوير جثث الضحايا الذين بقوا في ميدان الثقافات الثلاث لأن الجيش عارض ذلك. [...] كما جاء نصه من «بوستسكريبت»، حيث أعلن أوكتافيو باز الرقم الذي تعتبره صحيفة الغارديان الإنجليزية بعد «تحقيق دقيق» الأكثر احتمالاً وهو: 325 قتيلاً). ومع ذلك فلم يكن من الممكن أبدًا معرفة العدد الدقيق للضحايا، حيث تم نقل بعضهم إلى مستشفيات مدنية وعسكرية أو إلى منازلهم بعد الأحداث.